# Morse Motor Vehicle Company
Morse Motor Vehicle Company war ein US-amerikanischer Hersteller von Automobilen.

## Unternehmensgeschichte
Sewell Morse hatte in seiner Heimat Detroit den Prototyp eines Dampfwagens entwickelt. Dort gelang es ihm nicht, Investoren für eine Serienproduktion zu finden.
Er wechselte zur Ostküste der Vereinigten Staaten, denn dort waren Dampfwagen verbreiteter als in der Gegend um Detroit.   Zusammen mit Edward H. Cullen, J. Frank Drake, Clinton Gowdy, Charles L. Hoyt, J. Douglas Law, A. E. Snow und F. H. Young gründete er 1905 das Unternehmen. Der Sitz war in Springfield in Massachusetts. Im gleichen Jahr begann die Produktion von Automobilen. Der Markenname lautete Morse. 1906 endete die Produktion.
Weitere US-amerikanische Hersteller von Personenkraftwagen der Marke Morse waren Morse, Easton Machine Company, Morse Cyclecar Company und Morse-Readio Auto Company.

## Fahrzeuge
Im Angebot standen ausschließlich Dampfwagen. Sie hatten einen Dampfmotor mit drei Zylindern. Er leistete 20 PS und trieb die Hinterachse an. Das Fahrgestell hatte 262 cm Radstand. Der Aufbau war ein Tourenwagen mit fünf Sitzen.